# Pawel Alexandrowitsch Gerassimow
Pawel Alexandrowitsch Gerassimow (russisch Павел Александрович Герасимов; * 29. Mai 1979 in Alexin, Oblast Tula), russischer Leichtathlet, der bei den Leichtathletik-Weltmeisterschaften 2005 in Helsinki den dritten Platz im Stabhochsprung belegte.

## Erfolge
| Jahr | Erfolge                                                                    | Disziplin      | Leistung |
| ---- | -------------------------------------------------------------------------- | -------------- | -------- |
| 1998 | Juniorenweltmeisterschaften                                                | Stabhochsprung | 5,55 m   |
| 2000 | Teilnahme Olympische Spiele (in der Qualifikation ausgeschieden)           | Stabhochsprung | 5,40 m   |
| 2001 | 5. Platz Hallenweltmeisterschaften                                         | Stabhochsprung | 5,70 m   |
| 2002 | 6. Platz Halleneuropameisterschaften                                       | Stabhochsprung | 5,60 m   |
| 2002 | 12. Platz Europameisterschaften                                            | Stabhochsprung | 5,40 m   |
| 2003 | Teilnahme Weltmeisterschaften (in der Qualifikation ausgeschieden)         | Stabhochsprung | 5,60 m   |
| 2004 | Teilnahme Hallenweltmeisterschaften (in der Qualifikation ausgeschieden)   | Stabhochsprung | 5,45 m   |
| 2004 | 13. Platz Olympische Spiele                                                | Stabhochsprung | 5,55 m   |
| 2005 | 3. Platz Weltmeisterschaften                                               | Stabhochsprung | 5,65 m   |
| 2007 | Teilnahme Halleneuropameisterschaften (in der Qualifikation ausgeschieden) | Stabhochsprung | 5,55 m   |
| 2008 | Teilnahme Hallenweltmeisterschaften (in der Qualifikation ausgeschieden)   | Stabhochsprung | 5,55 m   |
| 2009 | Vizehalleneuropameister                                                    | Stabhochsprung | 5,76 m   |

## Persönliche Bestleistungen
| Disziplin               | Leistung | Datum            | Ort       |
| ----------------------- | -------- | ---------------- | --------- |
| Stabhochsprung          | 5,90 m   | 12. August 2000  | Rüdlingen |
| Stabhochsprung (Indoor) | 5,81 m   | 4. März 2001     | Toulouse  |
| Stabhochsprung (Indoor) | 5,81 m   | 18. Februar 2009 | Stockholm |

## Leistungsentwicklung
| Jahr | Stabhochsprung (in Meter) | Stabhochsprung (Indoor) (in Meter) |
| ---- | ------------------------- | ---------------------------------- |
| 1998 | 5,55                      | -                                  |
| 1999 | 5,65                      | 5,61                               |
| 2000 | 5,90                      | 5,60                               |
| 2001 | 5,50                      | 5,81                               |
| 2002 | 5,60                      | 5,80                               |
| 2003 | 5,70                      | 5,52                               |
| 2004 | 5,75                      | 5,77                               |
| 2005 | 5,70                      | 5,61                               |
| 2006 | -                         | 5,50                               |
| 2007 | 5,60                      | 5,65                               |
| 2008 | 5,75                      | 5,75                               |
| 2009 |                           | 5,81                               |